# Marcel Journet
Marcel Journet, de nom real Hippolyte-Jules Journet, és un artista líric francès nascut el 25 de juliol de 18671 a Grasse (Alps Marítims) i mort el 6 de setembre de 1933 a Vittel (Vosges). La seva fama es deu al seu ampli ventall, que li permet interpretar personatges atribuïts tant a la gamma de baix com a baríton.

## Biografia
Journet va estudiar al Conservatori de París. Va fer el seu debut operístic a Montpeller el 1891. Journet va passar a cantar una àmplia gamma de papers en òperes de Richard Wagner i dels principals compositors francesos i italians durant una carrera distingida de 40 anys.
La Royal Opera House del Covent Garden de Londres, la Scala de Milà, l'Òpera de París i l'Òpera Metropolitana de Nova York, van ser alguns dels llocs famosos agraciats per la presència de Journet durant el primer quart del segle xx. Arturo Toscanini va ser només un dels famosos directors sota la batuta dels quals va actuar. Entre els seus col·legues a l'escenari hi havia cantants tan reconeguts com Nellie Melba, Luisa Tetrazzini, Enrico Caruso, Giovanni Martinelli, Titta Ruffo, Giuseppe De Luca i Feodor Chaliapin.
Journet va morir a Vittel, d'una insuficiència renal, als 66 anys.
Posseïa una veu preciosa i culta i una tècnica fina, assolint el cim absolut dels seus poders com a cantant i actor durant el període 1915-1925, període durant el qual es va convertir en el baix principal de La Scala.
Nombrosos enregistraments testimonien els excel·lents atributs vocals de Journet i l'alt nivell dels seus poders interpretatius. Molts d'aquests enregistraments s'han reeditat en diversos CD, sobretot als segells Marston i Preiser.